# TuKola

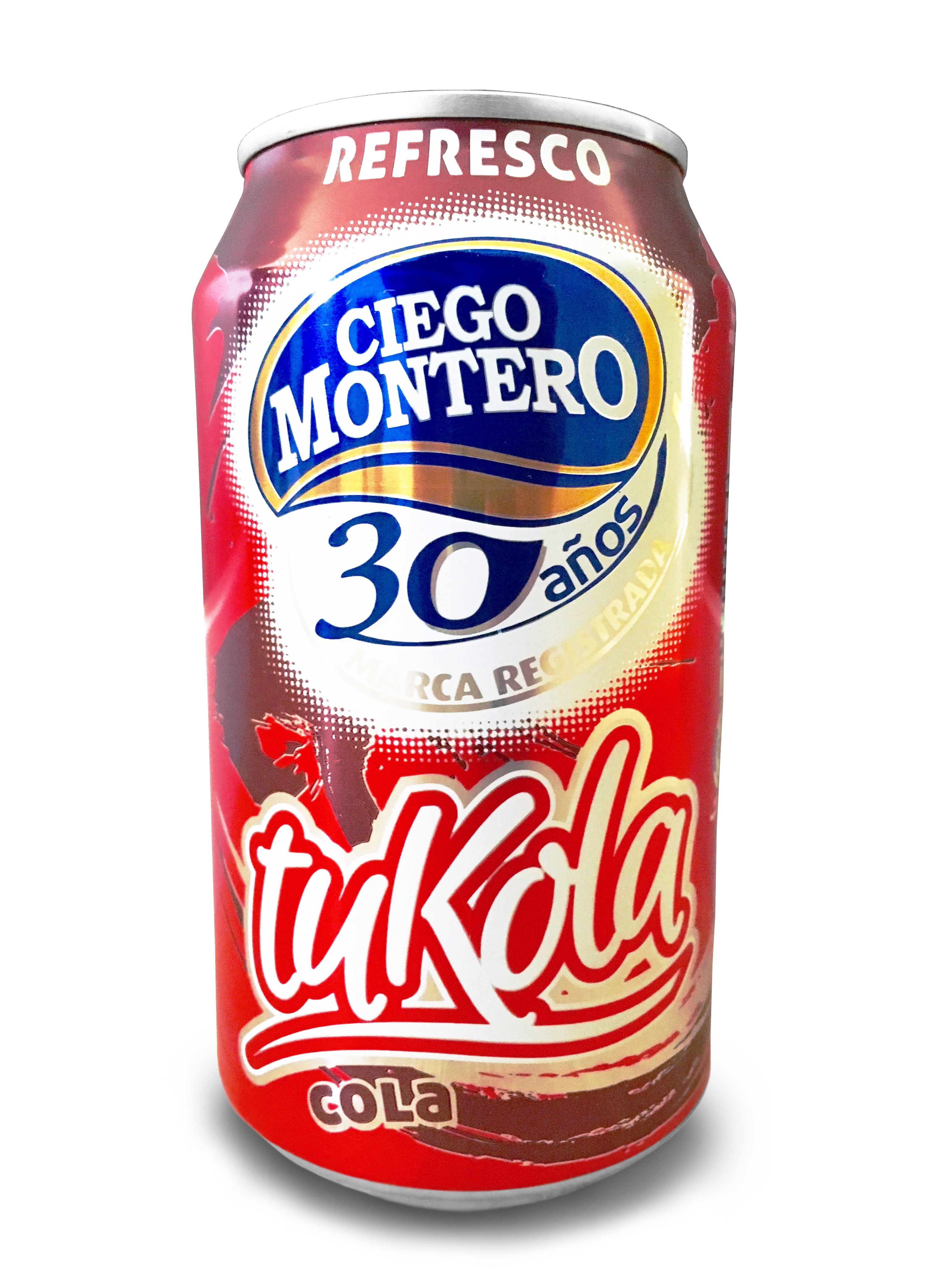
En burk tucola med den gamla degisnen

TuKola är en Kubansk coladryck. Förutom originalversionen finns den också i en dietversion med vit burk.